# Porte du Pont

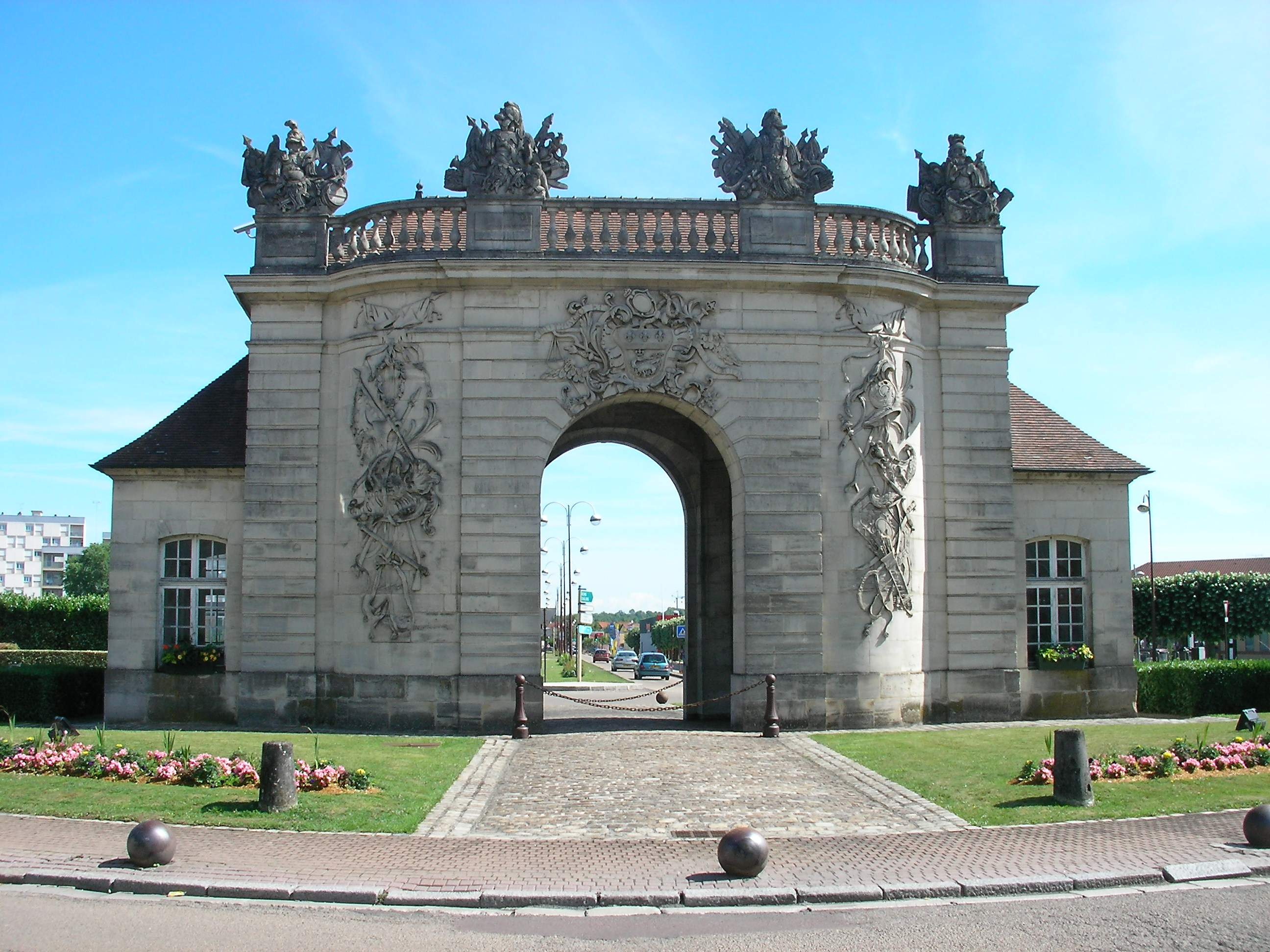
Porte du Pont (buitenzijde)

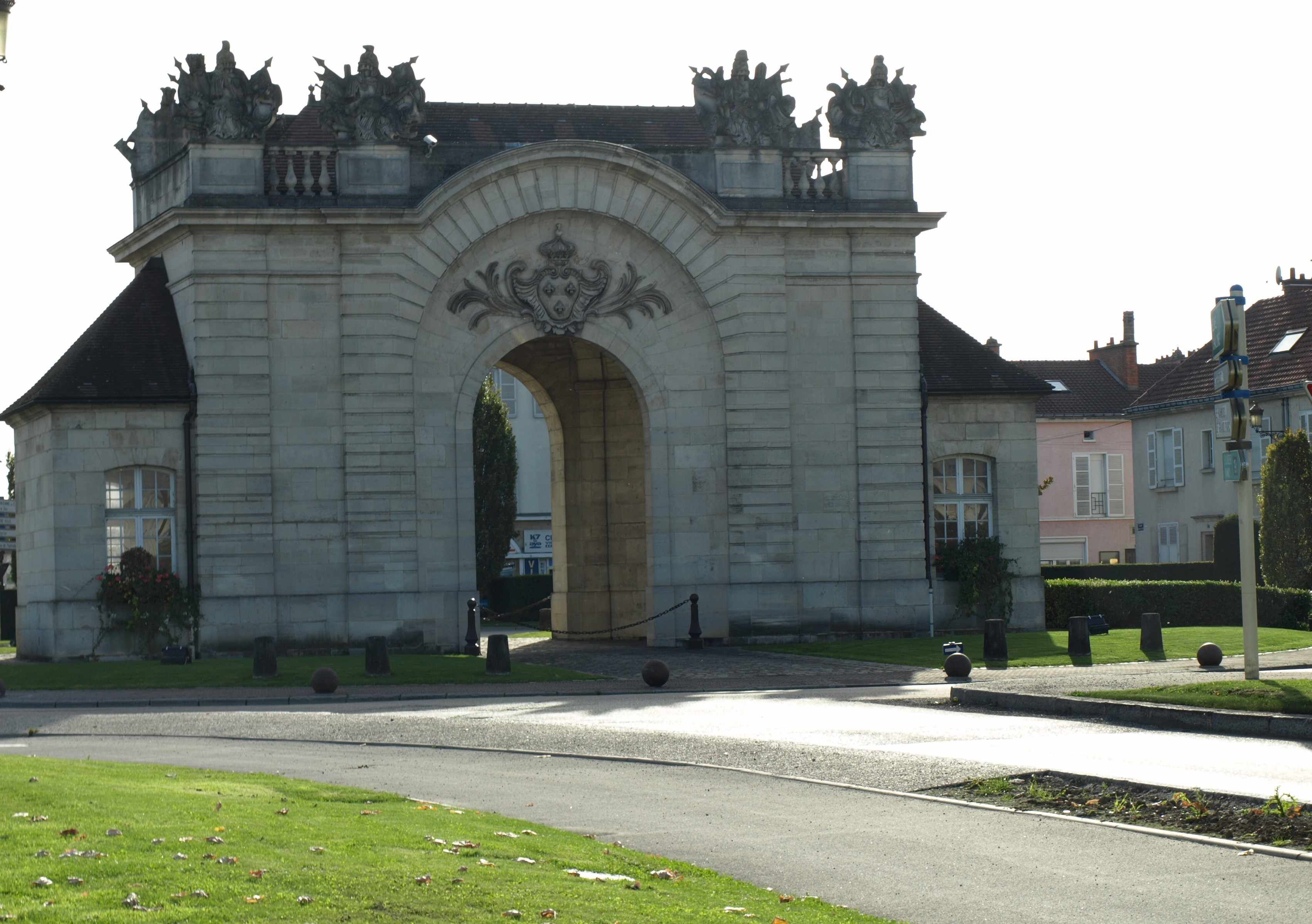
Porte du Pont (binnenzijde)

De Porte du Pont is een voormalige stadspoort van de Franse gemeente Vitry-le-François (Marne). De achttiende-eeuwse poort is in 1920 beschermd als historisch monument.

## Geschiedenis
In 1545 gaf de Franse koning Frans I opdracht aan de Italiaanse architect Girolamo Marini om een nieuwe versterkte stad te bouwen. Het ging om een vierhoekig ontwerp met gelijke zijden van 612 meter. In elke zijde was er een poort met ophaalbrug.
In 1745 werden de oude poorten vervangen en met als grootste de Porte du Pont in het westen op de weg naar Parijs. Het werd een monumentale poort ter ere van koning Lodewijk XIV.
In 1939 in aanloop van de Tweede Wereldoorlog werd de Porte du Pont steen voor steen ontmanteld om deze veilig te stellen. De stad werd grotendeels vernietigd tijdens de oorlog en de resterende delen van de stadsomwalling gingen verloren. Tussen 1982 en 1985 werd de Porte du Pont heropgebouwd op een rondpunt waar de N44 en de N4 samenkomen ten noorden van het stadscentrum.